# Ronde van Italië 2010

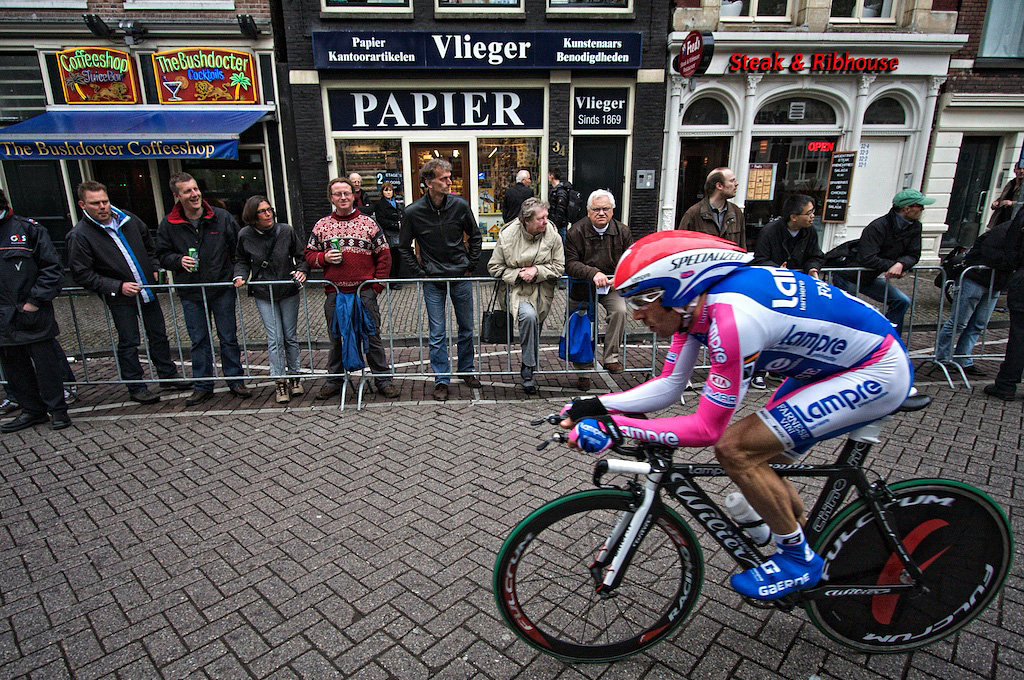
Gilberto Simoni tijdens de proloog in Amsterdam

De 93e editie van de Ronde van Italië werd verreden van 8 tot en met 30 mei 2010. De ronde begon in de Nederlandse hoofdstad Amsterdam, de 21ste en laatste etappe eindigde in Verona.
Nadat Groningen de start van de Giro al in 2002 organiseerde, startte de ronde voor de tweede keer in Nederland. Op 31 mei 2009 werd Amsterdam definitief gekozen als startplaats voor de Ronde van Italië 2010.
De Ronde van Italië maakte voor de tweede keer deel uit van de UCI Wereldranglijst.

## Parcours
De Ronde van Italië 2010 begon, na twee edities die openden met een ploegentijdrit, weer met een proloog. Deze begon bij het Museumplein en liep langs de Stadhouderskade, de Vijzelstraat, langs en over de Amstel naar de Weesperstraat, terug over de Amstel naar het Sarphatipark (Ceintuurbaan), de Stadionweg, de Apollolaan, de Olympiaweg, om te eindigen op het Stadionplein. De volgende dag reed het peloton naar Utrecht. Ook de tweede rit in lijn vond in Nederland plaats: de etappe liep van Amsterdam naar Middelburg. Na 3 ritten in Nederland vertrok de wielerkaravaan vervolgens naar Italië.
Vanuit Noordwest-Italië ging het parcours naar het zuidoosten, en van daaruit weer terug naar het noorden. Het zwaartepunt lag in de laatste zeven etappes, die grotendeels in de Dolomieten werden verreden. In deze etappes moesten onder andere de Monte Zoncolan, de Plan de Corones/Kronplatz (in een tijdrit), de Mortirolo en de Gaviapas worden beklommen. De ronde werd op 30 mei afgesloten met een individuele tijdrit over 15 km in en rond Verona.

## Deelnemende ploegen en renners

### Nederlandse deelnemers
Met de aanwijzing van Steven Kruijswijk bij de Rabobank-ploeg als vervanger voor Óscar Freire, die last had van ontstoken luchtwegen, kwam het aantal Nederlandse deelnemers aan de Giro op acht. Naast Kruijswijk, die zijn trainingskamp in de Eifel ter voorbereiding op de Ronde van Californië moest onderbreken, kwamen voor de Rabobank-formatie Bauke Mollema, Rick Flens, Tom Stamsnijder, Jos van Emden en Pieter Weening aan de start. Addy Engels van Quick-Step reed zijn achtste Giro d'Italia, Michiel Elijzen droeg het shirt van OmegaPharma-Lotto.

### Deelnemende ploegen
- Acqua & Sapone (Pro Continental)
- AG2R-La Mondiale
- Astana
- Bbox Bouygues Télécom (Pro Continental)
- BMC Racing Team (Pro Continental)
- Caisse d'Epargne
- Cervélo TestTeam (Pro Continental)
- Colnago-CSF Inox (Pro Continental)
- Cofidis (Pro Continental)
- Diquigiovanni-Androni Giocattoli (Pro Continental)
- Footon-Servetto-Fuji
- Lampre-Farnese Vini
- Liquigas-Doimo
- Omega Pharma-Lotto
- Quick Step
- Rabobank
- Team Garmin-Transitions
- Team HTC-Columbia
- Katjoesja
- Team Milram
- Team Saxo Bank
- Team Sky

## Etappe-overzicht
| Datum  | Etappe  | Start - Finish                           | Afstand | Type                | Winnaar              | Ploeg                            |
| ------ | ------- | ---------------------------------------- | ------- | ------------------- | -------------------- | -------------------------------- |
| 8 mei  | 1       | Amsterdam                                | 8,4 km  | Individuele tijdrit | Bradley Wiggins      | Team Sky                         |
| 9 mei  | 2       | Amsterdam - Utrecht                      | 210 km  | Vlakke rit          | Tyler Farrar         | Team Garmin-Transitions          |
| 10 mei | 3       | Amsterdam - Middelburg                   | 224 km  | Vlakke rit          | Wouter Weylandt      | Quick Step                       |
| 11 mei | Rustdag | Rustdag                                  | Rustdag | Rustdag             | Rustdag              | Rustdag                          |
| 12 mei | 4       | Savigliano - Cuneo                       | 33 km   | Ploegentijdrit      | Liquigas-Doimo       | Liquigas-Doimo                   |
| 13 mei | 5       | Novara - Novi Ligure                     | 162 km  | Vlakke rit          | Jérôme Pineau        | Quick Step                       |
| 14 mei | 6       | Fidenza - Carrara                        | 172 km  | Heuvelrit           | Matthew Lloyd        | Omega Pharma-Lotto               |
| 15 mei | 7       | Carrara - Montalcino                     | 222 km  | Heuvelrit           | Cadel Evans          | BMC Racing Team                  |
| 16 mei | 8       | Chianciano Terme - Monte Terminillo      | 189 km  | Bergrit             | Chris Anker Sørensen | Team Saxo Bank                   |
| 17 mei | 9       | Frosinone - Cava de' Tirreni             | 187 km  | Vlakke rit          | Matthew Goss         | Team HTC-Columbia                |
| 18 mei | 10      | Avelino - Bitonto                        | 230 km  | Vlakke rit          | Tyler Farrar         | Team Garmin-Transitions          |
| 19 mei | 11      | Lucera - L'Aquila                        | 262 km  | Heuvelrit           | Jevgeni Petrov       | Team Katjoesja                   |
| 20 mei | 12      | Città Sant'Angelo - Porto Recanati       | 206 km  | Vlakke rit          | Filippo Pozzato      | Team Katjoesja                   |
| 21 mei | 13      | Porto Recanati - Cesenatico              | 223 km  | Heuvelrit           | Manuel Belletti      | Colnago-CSF Inox                 |
| 22 mei | 14      | Ferrara - Asolo                          | 205 km  | Bergrit             | Vincenzo Nibali      | Liquigas-Doimo                   |
| 23 mei | 15      | Mestre - Monte Zoncolan                  | 222 km  | Bergrit             | Ivan Basso           | Liquigas-Doimo                   |
| 24 mei | Rustdag | Rustdag                                  | Rustdag | Rustdag             | Rustdag              | Rustdag                          |
| 25 mei | 16      | San Vigilio di Marebbe - Plan de Corones | 12,9 km | Klimtijdrit         | Stefano Garzelli     | Acqua & Sapone                   |
| 26 mei | 17      | Bruneck - Peio Terme                     | 173 km  | Heuvelrit           | Damien Monier        | Cofidis                          |
| 27 mei | 18      | Levico Terme - Brescia                   | 140 km  | Vlakke rit          | André Greipel        | Team HTC-Columbia                |
| 28 mei | 19      | Brescia - Aprica                         | 195 km  | Bergrit             | Michele Scarponi     | Diquigiovanni-Androni Giocattoli |
| 29 mei | 20      | Bormio - Ponte di Legno-Tonale           | 178 km  | Bergrit             | Johann Tschopp       | Bbox Bouygues Télécom            |
| 30 mei | 21      | Verona                                   | 15 km   | Individuele tijdrit | Gustav Larsson       | Team Saxo Bank                   |

## Klassementsleiders na elke etappe
| Etappe | Algemeen klassement  | Puntenklassement     | Bergklassement  | Jongerenklassement | Ploegenklassement |
| ------ | -------------------- | -------------------- | --------------- | ------------------ | ----------------- |
| 1      | Bradley Wiggins      | Bradley Wiggins      | niet uitgereikt | Richie Porte       | Team Sky          |
| 2      | Cadel Evans          | Tyler Farrar         | Paul Voss       | Richie Porte       | Team Saxo Bank    |
| 3      | Aleksandr Vinokoerov | Graeme Brown         | Paul Voss       | Richie Porte       | Team Saxo Bank    |
| 4      | Vincenzo Nibali      | Graeme Brown         | Paul Voss       | Valerio Agnoli     | Liquigas-Doimo    |
| 5      | Vincenzo Nibali      | Jérôme Pineau        | Paul Voss       | Valerio Agnoli     | Liquigas-Doimo    |
| 6      | Vincenzo Nibali      | Tyler Farrar         | Matthew Lloyd   | Valerio Agnoli     | Liquigas-Doimo    |
| 7      | Aleksandr Vinokoerov | Tyler Farrar         | Matthew Lloyd   | Richie Porte       | Team Saxo Bank    |
| 8      | Aleksandr Vinokoerov | Cadel Evans          | Matthew Lloyd   | Richie Porte       | Liquigas-Doimo    |
| 9      | Aleksandr Vinokoerov | Tyler Farrar         | Matthew Lloyd   | Richie Porte       | Liquigas-Doimo    |
| 10     | Aleksandr Vinokoerov | Tyler Farrar         | Matthew Lloyd   | Richie Porte       | Liquigas-Doimo    |
| 11     | Richie Porte         | Tyler Farrar         | Matthew Lloyd   | Richie Porte       | Team Saxo Bank    |
| 12     | Richie Porte         | Jérôme Pineau        | Matthew Lloyd   | Richie Porte       | Team Saxo Bank    |
| 13     | Richie Porte         | Jérôme Pineau        | Matthew Lloyd   | Richie Porte       | Team Saxo Bank    |
| 14     | David Arroyo         | Aleksandr Vinokourov | Matthew Lloyd   | Richie Porte       | Liquigas-Doimo    |
| 15     | David Arroyo         | Cadel Evans          | Matthew Lloyd   | Richie Porte       | Liquigas-Doimo    |
| 16     | David Arroyo         | Cadel Evans          | Matthew Lloyd   | Richie Porte       | Liquigas-Doimo    |
| 17     | David Arroyo         | Cadel Evans          | Matthew Lloyd   | Richie Porte       | Liquigas-Doimo    |
| 18     | David Arroyo         | Cadel Evans          | Matthew Lloyd   | Richie Porte       | Liquigas-Doimo    |
| 19     | Ivan Basso           | Cadel Evans          | Ivan Basso      | Richie Porte       | Liquigas-Doimo    |
| 20     | Ivan Basso           | Cadel Evans          | Matthew Lloyd   | Richie Porte       | Liquigas-Doimo    |
| 21     | Ivan Basso           | Cadel Evans          | Matthew Lloyd   | Richie Porte       | Liquigas-Doimo    |
| Eind   | Ivan Basso           | Cadel Evans          | Matthew Lloyd   | Richie Porte       | Liquigas-Doimo    |

## Eindklassementen

### Algemeen klassement
| Plaats    | Naam                 | Ploeg                            | Tijd      |
| --------- | -------------------- | -------------------------------- | --------- |
| Roze trui | Ivan Basso           | Liquigas-Doimo                   | 87u44'01" |
| 2         | David Arroyo         | Caisse d'Epargne                 | + 01'51"  |
| 3         | Vincenzo Nibali      | Liquigas-Doimo                   | + 02'37"  |
| 4         | Michele Scarponi     | Diquigiovanni-Androni Giocattoli | + 02'50"  |
| 5         | Cadel Evans          | Liquigas-Cannondale              | + 03'27"  |
| 6         | Aleksandr Vinokoerov | Astana                           | + 07'06"  |
| 7         | Richie Porte         | Team Saxo Bank                   | + 07'22"  |
| 8         | Carlos Sastre        | Cervélo                          | + 09'39"  |
| 9         | Marco Pinotti        | Team HTC-Columbia                | + 14'20"  |
| 10        | Robert Kišerlovski   | Liquigas-Doimo                   | + 14'51"  |
|           |                      |                                  |           |
| 12        | Bauke Mollema        | Rabobank                         | + 19'41"  |
| 21        | Francis De Greef     | Omega Pharma-Lotto               | + 50'08"  |

### Nevenklassementen
| Puntenklassement |                      |                    |        |
| Plaats           | Naam                 | Ploeg              | Punten |
| Rode trui        | Cadel Evans          | BMC Racing Team    | 150    |
| 2                | Aleksandr Vinokoerov | Astana             | 128    |
| 3                | Vincenzo Nibali      | Liquigas-Doimo     | 116    |
|                  |                      |                    |        |
| 16               | Tom Stamsnijder      | Rabobank           | 43     |
| 35               | Olivier Kaisen       | Omega Pharma-Lotto | 18     |

| Bergklassement |                |                       |        |
| Plaats         | Naam           | Ploeg                 | Punten |
| Groene trui    | Matthew Lloyd  | Omega Pharma-Lotto    | 56     |
| 2              | Ivan Basso     | Liquigas-Doimo        | 41     |
| 3              | Johann Tschopp | Bbox Bouygues Télécom | 38     |
|                |                |                       |        |
| 14             | Jan Bakelants  | Omega Pharma-Lotto    | 13     |
| 28             | Rick Flens     | Rabobank              | 5      |

| Jongerenklassement |                    |                    |          |
| Plaats             | Naam               | Ploeg              | Tijd     |
| Witte trui         | Richie Porte       | Team Saxo Bank     | 87u51'23 |
| 2                  | Robert Kišerlovski | Liquigas-Doimo     | + 7'29"  |
| 3                  | Bauke Mollema      | Rabobank           | + 12'19" |
|                    |                    |                    |          |
| 5                  | Francis De Greef   | Omega Pharma-Lotto | + 42'26" |

| Ploegenklassement |                    |            |
| Plaats            | Ploeg              | Tijd       |
|                   | Liquigas-Doimo     | 262u04'40" |
| 2                 | Rabobank           | + 24'21"   |
| 3                 | Caisse d'Epargne   | + 1u05'55" |
|                   |                    |            |
| 5                 | Omega Pharma-Lotto | + 1u10'45" |